# Paphiopedilum emersonii
Paphiopedilum emersonii é uma espécie de orquídea terrestre, família Orchidaceae, que habita a China e Vietnam.